# ガッシュ・ベルと高嶺清麿
ガッシュ・ベルと高嶺清麿（たかみね きよまろ）は、雷句誠の漫画『金色のガッシュ!!』および同作を原作としたテレビアニメ『金色のガッシュベル!!』の登場人物。

## ガッシュ・ベル
声 - 摩味（サンデーCM劇場）、大谷育江（テレビアニメ版）、吉田小南美（テレビアニメ版・一時代役）
- 本の色：赤
- 人間換算年齢：6歳→19歳（2）
- 身長：推定100〜110cm
- 家族構成：父（魔界の王）・母（王妃）・兄（ゼオン）
- 好きな食べ物：ブリ、清麿の母・華が作る手料理
- 趣味：友達作り、バルカン遊び

本作品における魔物サイドの主人公。「魔界の王を決める戦い」の100人の王候補の中の1人。金髪や目の下の一本線、身に纏った紺色（初期は深緑）のマントが特徴の魔物の少年。マントの下にはTシャツと短パンを着ているが、羞恥心の薄さゆえに全裸であるときもある。マントは高級な魔法の布で作られており、胸のブローチがある限り半永久的に再生し続け、魔力を通せば自由自在に伸縮して頑丈な盾にもなる（ゼオンに手紙で教えられるまでは使い方をまったく知らず、ただのマントとブローチとして身に着けていた）。青い靴を履いているが、靴下は履いていない。髪に隠れて2本の小さな角が頭に生えているが、これは「バオウ」を受け継いだ者の証。
電撃系の術を使う。作中で確認できる魔物の中で唯一、ほとんどの術の発動中に気絶してしまう。基本的に呪文での攻撃中は本人の意志で向きを変えることができないため、清麿が抱えて向きを変えさせることで広範囲を攻撃する描写もある。ただし、「ラウザルク」や「バオウ・クロウ・ディスグルグ」などの、意識がなければ使えない呪文では気絶しない。嗅覚が一般的な魔物よりも優れており、ダニーとの協力ではこれを利用して盗まれたシェミラ像の場所を突き止めたり、バランシャ戦では清麿の才能も活かし「グ・リアルク」を攻略して追い詰めた。腕っ節も強く、作中では自分よりも大きな魔物や岩を持ち上げている。
一人称は「私」。「ウヌ」「〜なのだ」などの貴族言葉が口癖。好奇心旺盛で純粋無垢な性格。正義感が人一倍強く、理由の大小を問わず筋の通らないことや他者を疑うことを許せない面もある。かつて心を閉ざしていた清麿をはじめ、様々な事情を抱えていた多くの人間・魔物に影響を及ぼしている。反面、嘘がつけない馬鹿正直な面もあり、事態を余計悪化させたこともある（例：パティ戦など）。
作者曰く「色恋沙汰をまだ理解しておらず、ティオもコルルもただの友達としか思っていない」とのこと。さらに、結婚のことを「お父さんとお母さんになること」と考えている 。
踊りを見ると全般的にともに踊る愉快な面も持ち合わせている他、異性（ティオと恵など）のいる前で堂々と全裸になって水浴びをするなど、恥知らずで無神経な部分もある。寂しがりなところもあり、清麿に注意されても中学校に行くこともあり、緑色のスポーツバッグの中に入って移動している。
人や魔物に対しては敬称略で呼んでおり、人間界の大人に対しては「殿」を付けて呼ぶことが多い。
ブリを異常なほど好み、丸ごと1匹抱えてバクバクと丸かじりして頭と骨を残して平らげたり、海で泳いでいるブリを泳いで捕まえてしまう。アニメ版では寿司屋で解体前のブリを勝手に食べてしまったり、劇場版ではパラシュートと間違えてブリを背負ってスカイダイビングするほどだった。
実は現魔界の王の息子であり、ゼオン・ベルの双子の弟。生後まもなく父から「バオウ」を受け継いだが、「バオウ」の力を悪用されることを防ぐため、王族の身分を隠して庶民のユノに托される。しかし、物心ついた時にユノから冷酷な仕打ちを受け続けることになってしまう。3歳の時、ユノから本当の家族（親）がいないと聞かせられ、自身の孤独と絶望から一時は塞ぎ込んでしまったが、夜中に王家の使いとユノの会話を偶然聞き、両親と兄がいる事実を知ったことで希望を見出した。どんな時でも明るく過ごそうとし、家族に気付いてもらえるように見様見真似で貴族言葉を使うようになった（それ以前は少年の口調であり、一人称も「僕」だった）。表面上（特に学校生活）では天真爛漫で、ゼオン同様に厳しい現実の中で生きてきた。その一方、事情を知らないゼオンからは自分が貰うはずの「バオウ」を与えられ、苦しい努力をすることもなく「魔界の王を決める戦い」の候補者に選ばれたと誤解され、恨まれていた。
人間界に送り出された後、イギリスの森でゼオンに攻撃された挙句、魔界の記憶をすべて奪われ、瀕死状態だったところを清太郎に助けられる。その恩返しとして、不登校気味だった清麿を鍛え直すために日本に大鷲に乗って来日し、彼の復学後も華の厚意で高嶺家に居候生活を送る。魔界では落ちこぼれだったため、戦い始めたころは多くの魔物から真っ先に狙われたが、コルルとの一件で「やさしい王様」を目指すことを決意し、清麿とともに数々の戦いを経て魔界時代とは比べものにならないほど成長した。
ファウード内でのリオウ戦で清麿が瀕死状態になった時、一時的に体の色が変化して尋常でない力を発揮し、本が異常な光を発し、元々あった術の力が格段にパワーアップ（明確な根拠として、本に書かれているページの行がすべて書かれた状態で術が読めるようになるなど）して4つの強力な新しい術を覚えた。これは、清麿の「死」とそれをリオウに罵られたことでガッシュの心に強い憎しみが生まれ、ガッシュの中に眠っていた「バオウ」の雷の力が目覚めたことによる。真の姿になった「バオウ」に一度は心と身体を食われてしまうが、二度目には「バオウ」を使いこなしてゼオンに勝利し、彼と和解。奪われていた魔界での記憶を完全に取り戻した。最後には暴走したファウードを止めるため、ゼオンからもらった雷の力で強化された「バオウ・ザケルガ」でファウードを止めた。しかし、その後の記憶の内容に関する詳細はあまり公開されておらず、シュナイダー（ウマゴン）のことも完全には思い出せず、ウマゴンと呼び続けている。
フランスでの対クリア戦後は、デュフォーが身体能力の強化、マントの使用方法（マントを回転させて周りの物を破壊する、破壊した物を掴んで集める、空中を自在に飛行するなど）、「バオウ・ザケルガ」の強化などの指導を行い、7ヶ月目の段階で確実な成果を出した。ブラゴとともに再びクリアと交戦するも、完全体となったクリアにはまったく歯が立たず、力尽きる寸前まで追い詰められる。そんな状況でも今まで出会ってきた仲間たちのことを思い、生き返らせてみせると言い切る。それをクリアから哄笑し、それを跳ね除けるように清麿が叫んだその時、2人に応えるかの如くの赤い本が「金色（こんじき）」に輝き、仲間たちの思いによって生まれた「シン・ベルワン・バオウ・ザケルガ」でクリアを倒した。清麿の卒業式の3日後、ブラゴとの王を決める最終決戦を行い、死闘の末に勝利。魔本によって王座獲得を告げられた後、魔界に帰っていった。「やさしい王様」らしく、魂になった魔物すべてに肉体を与えて魔界を元通りにし（ファウードには人間サイズの新しい肉体を与えた）、最後の敵・クリアにも新たな名前と肉体を与えた。戴冠式や法律の勉強で多忙を極める中、以前と同じように学校にも通っている。かつて自身を虐げていたユノにも厳罰を与えず、召使いとして雇っている。そして、清麿に近況を伝えるとともに「互いに立派になって再び会おう」という約束を手紙に記し送った。手紙の中ではこれまでの体験を思い返して「『魔界の王を決める戦い』が強い心を育むための試練として、これからの千年を生きるための正しいものだったのではないか」と綴っている。
アニメ版では「バオウ」によるパワーアップもせずにゼオンと対峙し、圧倒されて再び記憶を奪われそうになるが、力が覚醒して本が金色に変わり、パワーアップした「バオウ・ザケルガ」でゼオンを倒す。ゼオンと和解しようとするが、その言葉にまったく応えずに魔界へ帰っていった。ゼオンが最後の悪あがきとしてファウードを暴走させたが、「バオウ・ザケルガ」でファウードを破壊した。その後、ブラゴとの一騎討ちに臨んだ。
本編終了後の外伝『友』では、他の魔物の子同様に学校に通いつつ、アースの補佐のもと魔界の王としての政務を行っているが、王という立場ゆえに周囲から敬遠・特別扱いされがちになり、さらに政務のため自由に遊ぶ時間が減ったことに悩んでいる。なお、魔界ではマントの下に服を着ないで過ごしていることがあり、その状態でマントの飛行能力を使う様子を見た子供たちから知らないうちに「裸の王様」と揶揄されている（ティオやコルルをはじめとした女友達がガッシュとの交流を避けるようになった原因でもある）。
『どうぶつの国』の6巻の表紙裏にも登場している。

### 『ガッシュ2』でのガッシュ
魔界が正体不明の存在による攻撃を受けて多くの民が命を落とした際、王位を継いだ者に受け継がれる術を使用して、自らの命の欠片を分け与えて可能な限りの民の命を救っていた。また、ジギーに清磨の似顔絵が描かれた紙を託していた。
その後は死亡したと思われていたが、人間界にて清磨が発見した古代遺跡に安置されていたミイラの1体の身体を借りて復活する。
15年ぶりの再会でありながら、清磨との阿吽の呼吸のコンビネーションは衰えておらず、ワイグとギルの2人を圧倒する力を見せ、ワイグを撃退することに成功した。
ワイグ撃退後は数少ない仲間を揃えるべく、唯一逃げ出し、生存していることが分かっているキャンチョメを捜しにイタリアに飛び、再会に成功している。
年齢は19歳であるが、見た目はまだ幼く清磨からは14歳くらいと思われていた。王としての気品や礼儀正しさを持った振る舞いをしているが、時折、当時の無邪気な少年だったころの面影を見せる。
以前までは術発動時に気絶してしまっていたが、心身ともに成長したこともあり、気絶することなく、「ラシルド」はさらに扱いやすく進化している。

### 呪文
1. ザケル
口から電撃を放つ。最も使用回数の多い術でもある。リオウ戦後はギガノ級にも劣らないほど威力や出力が上がり、発動の際の閃光による目眩ましという補助手段にも使えるようになった。その他、折檻（フォルゴレやナゾナゾ博士への制裁）にも多用された。
「2」では魔界が襲われる1年前、ガッシュの引き出しにこの呪文のページだけがいつの間にか入っていた。このことからガッシュは魔界の危機を予感し、魔界を守るために備えはじめ、このページに清磨の似顔絵を描いてジギーに託していた。
2. ラシルド
自身の前方から巨大な長方形の雷の盾を出現させる。盾の中央には雷の紋章が刻まれており、敵の術に電撃を付与して跳ね返す。盾の強度は若干弱めだが、「ザグルゼム」で強化することでギガノ級の術を跳ね返すこともできる（しかし、わずかなインターバルを与えてしまうため、跳ね返しても防がれたり、懐に飛び込まれることがあった）。また、大きさを生かして目眩ましに使われることもある。リオウ戦後はそれまでより巨大になると共に紋章の数も増え、「ザグルゼム」で強化しなくてもギガノ級の術を跳ね返せるようになった。
「2」では正体不明の存在に奪われてしまい、敵陣営であるワイグ・ギルペアが使用していたが、清麿の活躍により奪還。以前とは違い、両手を盾形にすることによって任意の場所、任意の角度で出現させることができるようになっている。さらに跳ね返す方向もガッシュの手の動きに合わせて調整することも可能になった。
3. ジケルド
相手の体を磁石に変化させる、磁気を帯びた小さい光球を口から放つ。光球自体に攻撃力は無く、周囲に鉄製の物が無いと発動しない。弾速は遅いがその性質により条件さえ整えば、着弾せずともほぼ確実に効果が得られる。対象となった相手が絶縁体（ゴム）に変化するなどして磁気の効果が及ばなくなると無効化される。コルル戦直後に「やさしい王様になる」という決意がガッシュ自身の成長となり、使えるようになった。術の発動には鉄製の物質があるのが前提であるため、有効な状況が限定されるので使用回数が非常に少なく（フェイン戦・キャンチョメ戦・コーラルQ戦など）、リオウ戦後は一度も使われなかった。しかし、人間の心の力を必要としない相手に使用することで燃費を節約するなどの利便性がある。アニメ版では、原作よりも多用された。
4. バオウ・ザケルガ
口から放出した力を巨大な雷の竜として放つ。ある程度の意思のようなものがあり、口を大きく開けて術や敵を噛み砕くように攻撃する。また、額と両手に雷の紋章を持ち、他の術と異なり「バオオオ…」という咆哮を上げる。ガッシュの最大呪文であり、この呪文で幾度も窮地を脱している。他の術を使うことで本に蓄積される力を使用するため、事前に多くの心の力を使っていると威力が上がる。その性質上、他の呪文をある程度使用しなければ発動すら不可能。また、発動直後は心の力のみならず清麿の体力も大幅に消耗してしまい行動不能になるというリスクも伴う。「ザグルゼム」と併用すると形状が変わる。また別々の連鎖のラインにより、分裂させることも可能である。他の術と異なり、最初からページの全体が読める状態で現れた術である。イギリスの森を訪れたガッシュが記憶の一部を取り戻した際に呼応して発現した。
リオウ戦前は、ギガノ級のワンランク上程度の威力の術だったが、ガッシュの強化後は真の力を取り戻しより強力になる。しかし当初は黒い力を纏った禍々しい姿で現れ、内在する強い憎しみでガッシュの意識を奪い、パートナーも含め敵味方を問わず全てをも喰らいつくそうとする危険な術と化した。ガッシュはこれを強靭な意思で従わせることに成功し、真の力を解放した上で完全に制御下に置いた。これにより上記の特異性が消滅。通常の術のように心の力だけで使用可能となり、清麿が過度に消耗することも無くなった。
打倒クリアに向けた特訓によるさらなるパワーアップ後は威力もクリアの「シン」級の術と同等レベルに強化された他、ある程度の細かい動きも可能になりクリアの術への対抗手段も会得した。
元々はガッシュの父親（現魔界の王）が生み出した術であり、鍛えられた「バオウ」は魔界の脅威の一つとされるほどの驚異的な力（アースが言っていたのはこのこと）を持っていたが、同時に戦いで「バオウ」が喰らった憎しみなどの負の心も蓄積されているため、制御できなければ暴走し全てを破壊する危険性も孕んでいた（ガッシュの「バオウ」が真の力を取り戻した後の黒く禍々しい姿はこの憎しみの影響）。そのため年老いた王が「バオウ」を制御できなくなる前に息子であるガッシュに託された。
アニメ版では、ガッシュの力が覚醒し、その威力はゼオンの最大呪文を一方的に打ち破りファウードをも破壊するほどの威力を誇る。しかし、清麿の体力の消耗もかなり激しい。なお、「ザグルゼム」を使わなくても攻撃を受けるだけで分裂し、合体も可能。オリジナルの異界編ではブラゴの「バベルガ・グラビドン」と合体して「黒いバオウ・ザケルガ」に変化し、マエストロの最大呪文を打ち破った。
「2」では正体不明の何者かによって奪われており、敵の本拠地で特別な水槽のようなケースの中に監禁されている。ギルたちからも「バオウ」の力は特別なものの模様。
5. ザケルガ
口から一直線に走る貫通力の高いビーム状の電撃を放つ。香港の孤島において遭遇したザバスのウォンレイやリィエンに対する侮辱への怒りから発現した。当初はロデュウ曰く「初級の上ランク程度の術」だったが、リオウ戦後はギガノ級以上に威力が増しており、ファウードの力を得てパワーアップしたジェデュンのギガノ級の術を簡単に破っている。
「2」では「ラシルド」同様、正体不明の何者かに術自体を奪われ、ワイグ・ギルペアが使用していたが、清麿の活躍で奪還。
6. ラウザルク
上空からガッシュの体に雷が落ちると同時に、身体能力を一時的に強化する。ザケルなどの術とは違って使っている間は気を失うことはなく、ガッシュの意思で身体を動かせるが、術の効果が機能している間は、ザケルなどの他の術を併用して使うことは不可能。原作では体が金色に光るが、アニメでは虹色である。キッドとの対戦の際に発現した。リオウ戦後はゼオンの身体能力に匹敵するほどに強化された。任意で術を解くことも可能だが、これが強化に伴うものかは不明。
7. ザグルゼム
口から任意の地点（物体・魔物・術など）に強い電気を蓄積させる小さい電気球を放つ。デボロ遺跡でのデモルトとの戦いの中で発現した。「ジケルド」同様、光球自体による攻撃力は皆無。これを通過（命中）した電撃系の術は強化される他、近くに他の電気球が存在すればそこへ誘導される。複数個を通せばさらなる強化が可能で、直接相手の術に当てれば威力で劣る呪文での相殺も可能となる。弾速は「ジケルド」ほどではないがそう速くはなく、相手に対して当たる目的での使用では、光球の速度が相手が光球を視認してから避けられる速さなので、連携などで隙を狙わなければ相手に直接当てるのは難しい。デモルト戦では、ザクルゼムを余裕で避けれるデモルトの速さに対抗するべく、レイラのミベルナ・マ・ミグロンの術による補助によってデモルトに当たることができた。また、電気球を受けた物体にガッシュの電撃が命中した時、複数の方向においてほとんど同じ距離に他の電気球を受けた物体が存在する場合、元の電撃と同等の威力を保ったままガッシュの電撃が分裂するため誘導の仕方によっては一回の呪文で複数回分の攻撃も可能となる。リオウ戦後、この術も格段に強化されており、敵の攻撃で破壊された「ラシルド」を1発分だけで再生しさらに強度を上げた。しかし、他の術が強化されたため、あまり使われなくなった。
8. ガンレイズ・ザケル
リオウ戦後（清麿蘇生後）に出た術の一つ。ガッシュの背後に8個の太鼓のような物体とその中央に雷の紋章が出現し、そこから小さな電撃の弾を連射する。清麿がガッシュを抱え、掃射する形で敵の術を防ぐこともできる。
9. テオザケル
リオウ戦後に出た術の一つ。「ザケル」の強化版で、口から巨大な電撃を放つ。
10. バオウ・クロウ・ディスグルグ
リオウ戦後に出た術の一つ。掌に雷の紋章が刻まれた巨大な「バオウ」の右腕を出現させ、相手を切り裂く。ガッシュの術の中でも相当強く清麿の「答えを出す者」の能力もあったとはいえ、ファウードの力を得てパワーアップしたジェデュンの最大呪文を打ち破った上にこの一撃でジェデュン自身も送還した。また、発動中はガッシュの右手と同じ動きをし「ラウザルク」と同様に気絶することはなく、本人の意思で操れる。
11. マーズ・ジケルドン
リオウ戦後に出た術の一つ。口から術を反発する力と敵を引き付ける力を持つ大きな球体を放ち、相手の術を弾いたり、相手を球体の中に引きずり込んで閉じ込める。閉じ込めた相手が動こうとすると電撃を浴びせる。「答えを出す者」の能力で角度計算をして放てば、ディオガ級の術を一方的に弾いた上で相手を捕らえることも可能。
12. エクセレス・ザケルガ
ガッシュが対クリアのための特訓で習得した術の一つ。上空もしくは自身からX状の巨大な電撃のビームを放つ。
13. ジオウ・レンズ・ザケルガ
ガッシュが対クリアのための特訓で習得した術の一つ。電撃の蛇のような巨大な魔獣を放つ。放たれた術からは体の部品が分離し、それぞれから強力な電撃を放つ。部品は清麿（もしくは、彼の指示を受けたガッシュ）の意思で自在に操作が可能。クリア戦で全貌が明かされているものの、以前にガッシュがクリアの放った「シン・クリア・セウノウス・バードレルゴ」からウマゴン、サンビームを救出する際にこの術と酷似したものを放っている描写があったが、関連性は不明。
14. バルド・フォルス
劇場版『101番目の魔物』オリジナルの呪文で、ティオ・ウマゴン・キャンチョメと共に一時的に放った術。金色の巨大な鳥を放つ。

### 金色の魔本
ガッシュの赤い本が、強い心の力などの影響で強化された状態。最初はブラゴとの初戦に一時的に変化しており、普段より質量が多い「ザケル」1発でブラゴの「ギガノ・レイス」を相殺するほどの威力を見せた。
アニメ第149話ではゼオンとの戦いの中で、ガッシュがゼオンに「人間界で皆と出会った記憶を失いたくない」と言ったことで完全に変化し、ガッシュ自身の身体能力と呪文がゼオンに近いほど強化された。
原作では、クリア完全体との戦いでガッシュが傷ついた時に変化し、ガッシュの「自分たちを助けたい」という思いを感じ取った、ガッシュがそれまでに知り合った魔物の子たちの魂が魔本の中に現れると同時に発動。彼らの術が極限まで強化した状態で魔本に現れた。それらはすべて、唱えるのに清麿の心の力は必要ない持ち主だった者の力が溢れている術であり、清麿の心の力が尽きても唱えるだけで使用可能。また、そのすべてが「シン」の術かそれに匹敵する強さの術であり、それ以前にはクリア完全体に歯が立たなかったガッシュと清麿を勝利に導いた。この変化も一時的であり、クリアとの戦いが終わった後は元の赤色に戻っている。ブラゴに勝利し、ガッシュが王となることを告げた本の色も金色であり、この時は本自身が意思を持ったような状態で清麿に激励を送るとともに、これまでの戦いにおける破壊箇所の修復や犠牲者の回復などを行い、最後の選択を与えた後はガッシュとともに魔界へと消えた。
1. ジオルク
自分の体を再生・回復する呪文。元々はダニーが使っていた術で、ガッシュの本が金色に変わった時に出現した。心の力が尽きたはずの清麿が唱えたことで発動し、クリアの力によって削られてしまったガッシュの身体を回復させた。
2. シン・ゴライオウ・ディバウレン
体の至るところから刃が生えた超強大な白虎を放つ、「シン」の術の一つ。元々はウォンレイが覚える術で、「ゴライオウ・ディバウレン」の強化版。クリア完全体の消滅エネルギーを防ぎきった。
3. シン・ガルバドス・アボロディオ
幾つもの爪を生やした超巨大な魔獣を放ち対象物を撃つ、「シン」の術の一つ。元々はレインが覚える術で、「ガルバドス・アボロディオ」の強化版。クリア完全体を押し返すほどの威力を誇る。
4. シン・ヴァルセレ・オズ・マール・ソルドン
無数の剣を放ち対象物を斬り刻む、「シン」の術の一つ。元々はアースが覚える術で、「ヴァルセレ・オズ・マール・ソルドン」の強化版。クリア完全体の尻尾を細切れにした。
5. ミコルオ・シン・ゼガルガ
超強大な機械の精を出現させ包み込んだ物を叩き潰す、「シン」の術の一つ。元々はキッドが覚える術で、「ミコルオ・マ・ゼガルガ」の強化版。細切れになったクリア完全体の尻尾を消し飛ばした。
6. ミベルナ・シン・ミグロン
無数の三日月を出現させ攻撃する、「シン」の術の一つ。元々は千年前の魔物のレイラが覚える術で、「ミベルナ・マ・ミグロン」の強化版。パムーンの術と共にクリア完全体の無数の消滅弾の動きを止めた。
7. ファルセーゼ・バーロン
無数の星を出現させ攻撃する。元々は千年前の魔物のパムーンが覚える術で、パムーンの持つ「小さな星を操る」能力がさらに高まった術である。レイラの術と共にクリア完全体の無数の消滅弾の動きを止めた。
8. シン・チャーグル・イミスドン
V字型の極太の光線を放つ、「シン」の術の一つ。元々は千年前の魔物のビクトリームが覚える術で、「チャーグル・イミスドン」の強化版。レイラ・パムーンの術と連携してクリア完全体の無数の消滅弾を全て消し去った。なお「チャーグル・イミスドン」と同様、ガッシュもVの体勢をする必要があるらしいが、「チャーグル」でパワーを溜める必要は無い様子。ビクトリーム本人が一人で使用した場合どうなるのかは不明。
9. シン・ドラゴノス・ブロア
口から超強大な波動を放つ、「シン」の術の一つ。元々はアシュロンが覚える術で、「ディオガ・ブロア」の強化版。アシュロン曰く「真なる竜の吐息（ドラゴンブレス）」で、クリア完全体の下半身を構成していた巨大な球状の消滅弾を一撃で消し飛ばすほどの威力を誇る。
10. シン・ドラグナー・ナグル
身体能力を最大限にまで高める肉体強化呪文で、「シン」の術の一つ。元々はテッドが覚える術で、「ドラグナー・ナグル」の強化版。クリア完全体を圧倒するほどのパンチ力と無数の消滅弾を回避して完全体の体を駆け上る敏捷性を得ることができる。
11. シン・グラード・ガンズ・コファル
巨大なライフル銃と周囲に浮遊する無数の小型のライフル銃を出現させ宝石の一斉射撃で攻撃する、「シン」の術の一つ。元々はチェリッシュが覚える術で、「グラード・マ・コファル」の強化版。クリア完全体の無数の消滅弾を全て消し去った。
12. シン・ドルゾニス
両手にドリル状の光線エネルギーを纏わせ相手を攻撃する、「シン」の術の一つ。元々はバリーが覚える術で、「ドルゾニス」の強化版。かつてのバリーのように弱所を的確に攻撃し、完全体の弱点である「力の球」を守るクリアの抜け殻を破壊した。この術の使用時、ガッシュはバリーに半分意識を取られたような状態でバリーからの指示を元にクリアに攻撃を行っていた。
13. シン・ヨポポイ・トポポイ・スポポポーイ
相手を不思議な踊りによって踊らせる（正確には自分と同じ動きをさせる）、「シン」の術の一つ。元々はヨポポが覚える術で、ヨポポの「魔物を誘い寄せる」能力がさらに高まった術である。クリア完全体すら抵抗できず踊ってしまうほどに影響力は強い。作者曰く「あれはれっきとした技です!」とのこと。
14. シン・スオウ・ギアクル
超巨大な水竜を出現させ攻撃する、「シン」の術の一つ。元々はパティが覚える術で、「スオウ・ギアクル」の強化版。「シン・ニュシルド」との連携により、クリア完全体の動きを止めた。
15. シン・ニュシルド
強力なジェル状の盾を出現させ攻撃を防ぐ、「シン」の術の一つ。元々はビョンコが覚える術で、「ギガノ・ニュシルド」の強化版。パティの呪文を包み込み強化し、クリア完全体の動きを止めつつ、ガッシュたちを避難させた。
16. シン・サイフォジオ
4方向に伸びた剣が自分以外の周囲の味方全ての体力を回復させる、「シン」の術の一つ。元々はティオが覚える術で、「サイフォジオ」の強化版。清麿・ブラゴ・シェリーの体力を回復させた。
17. シン・ライフォジオ
特殊な光が任意の対象を包み込み、水の中であろうと宇宙空間であろうと「生命」というものを守りきる、「シン」の術の一つ。元々はコルルが覚える術で、本来のコルルの心を象徴するような「やさしい術」。ガッシュと清麿の体を包み込み、宇宙へ行くための「守り」となる。決着後は、宇宙空間に投げ出されたヴィノーの命を救った。
18. シン・シュドルク
肩に強大なブースターを装着して超音速で飛行する、「シン」の術の一つ。元々はウマゴンの最強呪文。ガッシュを宇宙へと導いた。詳細はウマゴンとカフカ・サンビームを参照。
19. シン・ポルク
相手に超強力な幻を見せる、「シン」の術の一つ。元々はキャンチョメの最強呪文。クリアに地球と迫って来るガッシュたちの幻を見せた。詳細はキャンチョメとパルコ・フォルゴレを参照。
20. シン・ベルワン・バオウ・ザケルガ
最後まで魔物たちを見捨てずクリアと戦ったガッシュとそんなガッシュを助けたいと願った全ての魔物の子供たちの思いによって生まれた、「シン」の術と融合した「バオウ・ザケルガ」。「金色の魔本」状態のガッシュが使う最大呪文。頭部からさらに「バオウ」の頭が現れ、頭部だった部分が胸部になり、両手に「バオウ」の頭部が現れている。クリア完全体すら小さく見えるほどの圧倒的に巨大な竜で、悪あがきとして放った渾身の消滅波すらものともせず、クリア完全体を宇宙空間にて完全に粉砕した。発動条件が限定的で再現できないため、以降は使用不可能となる。

## 高嶺清麿（たかみね きよまろ）
声 - 福山潤（サンデーCM劇場）、櫻井孝宏（テレビアニメ版）
- 誕生日：9月18日
- 年齢：14歳→15歳→30歳（2）
- 血液型：B型
- 身長：172cm
- 家族構成：父（清太郎）・母（華）
- 趣味：読書、ツッコミ
- 好きな食べ物：鰻、コロッケ
- 好きなタイプ：素直な子

本作品における人間サイドの主人公。ガッシュの本の持ち主。中学生ながらマサチューセッツ工科大学の首席卒業生の論文を読破する、IQ190（アニメ版ではIQ180）を誇る天才児。しかし、頭脳明晰であるゆえに同級生や教師からの妬みによるいじめを受けて不登校となり、無気力な日々を過ごしていた。
そんな矢先、父・清太郎の使命を受けたガッシュと出会い、その奔放さに振り回されながらも、その愚直さに動かされて積極的に物事と向き合うにつれて本来の明るさを取り戻した。また、いじめを行っていたクラスメイトや厄介者扱いしていた教師ともすっかり打ち解け、充実した学園生活を送るまでとなっている。テストでは100点が当たり前で90点台でも珍しいが、ギャグ回での二度の意地悪な設問によって70点と20点ならびに30点（赤点）を取ったことがある（20点は原作のみ）。
作中ではあまり強調されていないものの、端正な顔立ちをしている。その点に関しては、恵が初対面の際に赤面し、ティオからも「格好いい」と評されている。
当初は並の身体能力であり、腕っぷしもあまり強くなかったが、ガッシュと共に幾多の戦いを切り抜けてきたため、徐々に身体能力が向上している描写が存在する。料理の腕は壊滅的だが、手先は器用であり、壊れたエレベーターを短時間で修理している。
大変な読書家であり、部屋の棚には世界中にある難解な本が数多く置かれている。また、当初は芸能界のアイドルなどにもあまり興味を示していなかったが、アニメでは恵の曲を良く聴いているらしく、コンサートにも時折行っている描写がある。
作中を代表する智将。卓越した洞察力・分析力を遺憾なく発揮し、術の発動中に一瞬意識を失う問題を抱えていたガッシュに合わせた戦法をその場その場で構築し、数多くの戦いを勝利に導いている。一方、不測の事態に弱い面もあり、相手の術や能力を誤認してしまうこともある。
コルルとの一件から、「人の心を操って戦いたくない者まで無理矢理戦わせる」などの卑怯な行為を心から嫌悪するようになり、進一の母親への想いを利用したエシュロスに対して「本は八つ裂きにして燃やす」と言い放ち、進一に暴言を吐いたエシュロスを殴り飛ばしている。無関係な多くの人間たちを洗脳するゾフィスに対しても「その顔を思いっきりブン殴ってやる!!!」と激怒していた。
基本的に真面目な振る舞いが目立つものの、同時にかなり短気な面でもある。激怒した時には阿修羅の如き禍々しい顔になって普段の冷静さからは考えられない行動に出る。その怒り顔は回を重ねることに、魔人・大魔王・鬼神・破壊神といった異形の者に表現がエスカレートしていった。その圧倒的な気迫と恐ろしい姿は、ゼオンやデュフォーでさえも恐怖で怯ませるほどである。そのため、ガッシュに「人の皮を被った鬼」と言われたことがある。
当初は日常編のギャグ描写として見られるだけだったが、ファウード編では、リオウ戦直後の昏睡状態から覚醒した際、モモンの送還や満身創痍で柱に閉じ込められたティオ、キャンチョメ、ウマゴンの姿を目の当たりにし、仲間への残虐な仕打ちを指示したゼオンに対してかつてないほどの人間離れした鬼の形相を露わにし、その場にいる仲間を含めた全員をも驚愕させた。さらに、ティオたちを愚弄したロデュウに対しては、もはや人間とは思えないほどの凄まじい姿で、呪文の連続攻撃による拷問同然の制裁を加え、完膚なきまでに痛め付けた。アニメ版ではウンコティンティンに問題変更の交渉をかけた時、謝るように要求されて凄まじい気迫でウンコティンティンを脅迫し、涙ながらに命乞いをさせるまでに追い詰めた。一方で不登校だった時期があったことから両親に対して頭が上がらず、母の華からはガッシュと喧嘩をするたびに連帯責任で咎められている。
他人に対しては敬称略（クラスメイトの場合は名字）で呼んでいるが、目上の人物（恵、サンビーム、ジードなど）に対しては「さん」付けで呼び、打ち解けてからはタメ口で話している。一方で敬語が使えないわけではなく、中田や遠山などの教員や初対面の年配者には丁寧語を使う。
作中では主にボタン付きのシャツ系の服装をしており、青いズボンと革靴を着用していることが多く、全てのゲーム版では学生服を着用している。モチノキ町でのアース戦ではコート、レインペアのいる東南アジアに訪れた際は半ズボンにサンダルを着用している。高校に進学した時は学ランを着用している。
異性としての恵への感情は不明だが、彼女から受ける行為に頬を赤く染めたり照れることがあったため、それなりの好意を持っている様子はうかがえた。また、アニメ版やゲーム版ではそのような描写が原作より多く見られた。
- パピプリオ・ゾボロン戦後の遊園地でのデート（ティオやガッシュを含む）の際、まんざらでもない様子を見せている（アニメ版邂逅編）。
- デボロ遺跡に向かう際、アポロに「清麿が美女（恵）を連れてくるなんて」と茶化されて恵とともに赤面する（アニメ版石版編）。
- 東南アジアでティオと恵のお土産を買いに行く際、ガッシュが決めた服を見てその姿を妄想（アニメ版ファウード編）。
- ファウードが動き出す際、何かに掴まるよう指示した時に、恵に抱きつかれて赤面（アニメ版ファウード編）。
- 雨の日に恵に相合傘を勧められて赤面（2005年のカレンダーの5月・6月のイラスト）。

お互いの相性は良く戦闘面では互いに信頼しており、パピプリオ・ゾボロン戦やパティ率いる千年前の魔物戦など、コンビネーションで勝利した戦闘も多い。日常面ではティオとガッシュと共に一緒にいることが多い他、喧嘩が多いガッシュとティオと違って、互いに喧嘩をする描写が存在しない。また、アニメ版では敵の攻撃・罠から逃走する際、転倒した恵を助ける描写がある。
ファウード編では、リオウとの激闘の末に「サイフォジオ」でさえ回復不能なほどの重傷を負ってしまう。心臓が停止して生死の境を彷徨ったが、仲間たちの思いを受けて復活。それと同時に、相手の攻撃に対して瞬時に次の動作に対する判断を下せる「答えを出す者（アンサー・トーカー）」の能力に目覚め、持ち前の冷静な戦闘理論とともにその能力を生かした戦術をこなした。ただし、先天性の熟練者であるデュフォーによれば、この力は未熟かつ不安定なものであったうえ、常に使用していると脳が持たないほどの負担があり、ファウードでの戦いが終わった数日後には能力が不安定になり、意味不明な謎の夢を見たことで無意識な形で一時封印されてしまい、日常生活では使用不能となった。対クリア戦後は、デュフォーの特訓で自由に引き出せるようになり、「バオウ」を3発ほど連続使用できるまでに心の力も高まった。
残す戦いがブラゴとの決着のみとなった中で迎えた卒業式では、「仰げば尊し」斉唱中にガッシュとの別れを思うあまり号泣した。すべてが終わり、高校進学直後に魔界から送られてきたガッシュからの手紙を読み、地球を救えるほどの大きく立派な人間となって再会することを心に誓い、「また会おう」と彼に呼びかけたところで物語は幕を閉じた。
物語のその後を描いた番外編では、突如再び現れた魔物の本を通じてガッシュの危機を察知し、「セット」の掛け声と共にバオウ・ザケルガを発動し、ガッシュの危機を救う。清麿は本を通じて目にしたガッシュの変わらぬ姿に笑みを浮かべながら、空の彼方へと飛び去った魔物の本を見送っている。
人気投票では第1回目が第2位、第2回目と第3回目が第3位だった。第2位の座をウマゴンに奪われたことを嘆いていた（人間組の中ではいずれもトップである）。一部の女子に大人気である。
アニメ版では昏睡状態に陥ることもなくファウードの体内で戦っていたが、力の温存のためにほとんど戦闘には参加しなかった。また、ゼオンの出した使い魔が日本を破壊すると発言した時に、その使い魔に対して鬼の形相を露わにした。

### 『ガッシュ2』での清麿
考古学研究の分野で名の知れた教授となっている。物語開始時点ではエジプトの貧しい村で、遺跡の発掘をするとともに孤児院を作って身寄りのない子どもたちを引き取り世話と教育をしている。
数多くの激戦で培われた判断力や洞察力は健在で、圧倒的な体格差と筋力差があるワイグに対しても単身で立ち向かい翻弄する。